# Władysław Sieroszewski

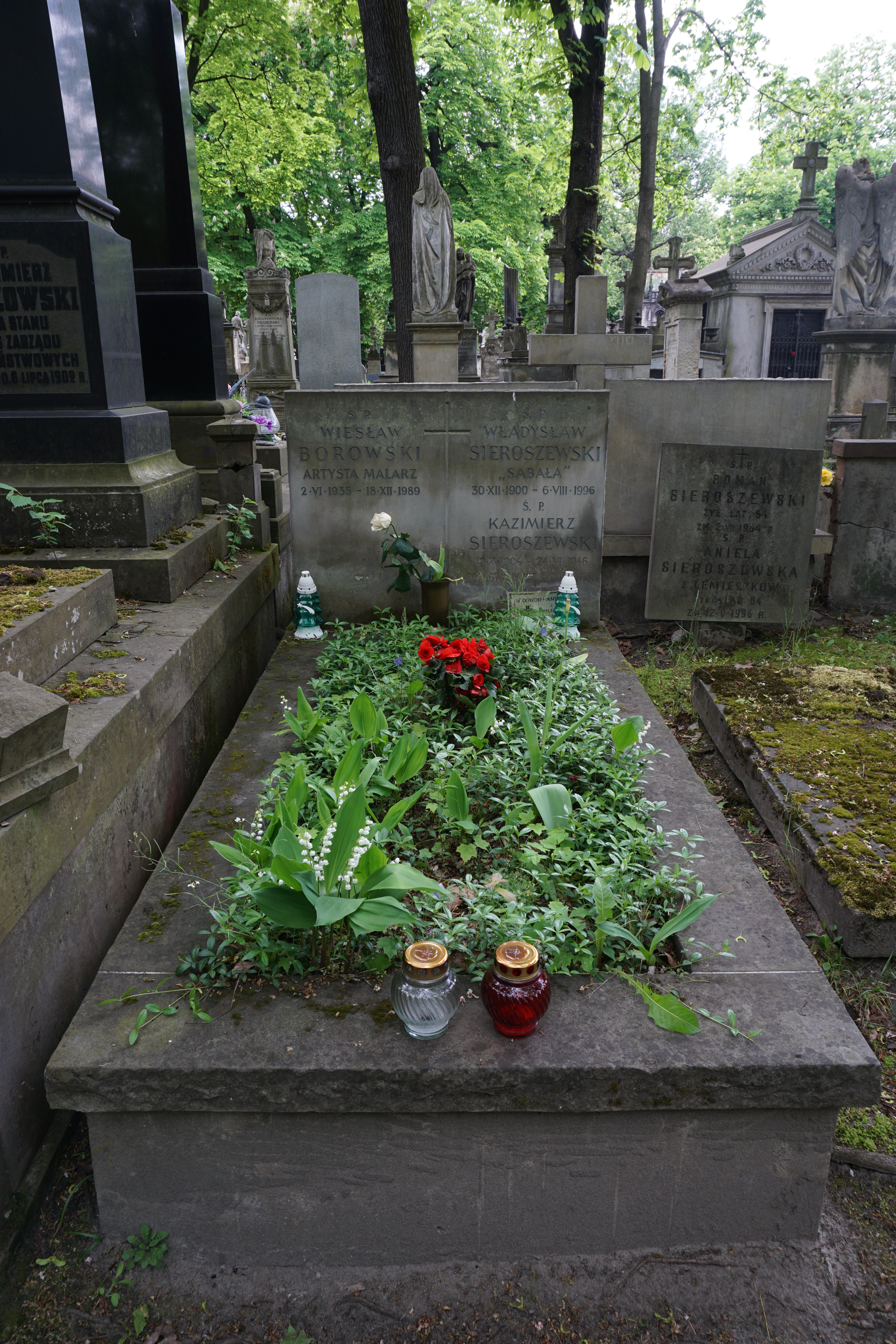
Grób Władysława Sieroszewskiego na cmentarzu Powązkowskim

Władysław Józef Sieroszewski ps. Sabała (ur. 30 grudnia 1900 w Warszawie, zm. 6 sierpnia 1996 tamże) – harcerz, prawnik, adwokat, prokurator Sądu Najwyższego w II Rzeczypospolitej, szef Wojskowego Sądu Specjalnego Warszawskiego Obszaru ZWZ/AK w latach 1940–1944.

## Życiorys
Studiował na Wolnej Wszechnicy Polskiej (w 1923 roku) i później na Wydziale Prawa Uniwersytetu Warszawskiego, który ukończył w 1924. W czasie nauki w gimnazjum był harcerzem (od 1915 roku), a w czasie studiów – instruktorem i działaczem harcerskim, był członkiem Klubu Instruktorskiego Warszawskiego Koła Harcerskiego. W 1923 roku został przyjęty do Organizacji Młodzieży Narodowej Szkół Wyższych. W dniu 8 listopada 1923 roku został przyjęty do tajnego Koła Braterskiego Związku Młodzieży Polskiej „Zet”. W 1924 roku odbywał służbę wojskową na obozie Przysposobienia Rezerw. We wrześniu 1924 roku wystąpił z OMN, już wcześniej był jednym z inicjatorów powstania Akademickiego Związku Młodzieży Postępowej. Był jednym z liderów tej organizacji. Od 1938 roku był członkiem Związku Patriotycznego.
Pisywał do „Więzi” pod pseudonimem Sierp.
W latach 1927–1939 pracował na różnych stanowiskach w prokuraturze. W latach 1929–1930 był naczelnym inspektorem harcerstwa w Ministerstwie Wyznań Religijnych i Oświecenia Publicznego. W 1939 został prokuratorem Sądu Najwyższego. W czasie okupacji prowadził praktykę adwokacką. Jednocześnie przez cały okres okupacji (od powołania w dniu 16 kwietnia 1940 roku) był przewodniczącym (w stopniu kapitana rezerwy piechoty, pseudonim Sabała, Paweł) Wojskowego Sądu Specjalnego Warszawskiego Obszaru AK, a w czasie powstania warszawskiego, od połowy sierpnia 1944 roku aż do kapitulacji walczących, szefem Służby Sprawiedliwości Warszawskiego Korpusu AK. Operował na Ochocie i Śródmieściu Północ. Później – jeniec niemiecki (nr 1191).
Po wojnie kontynuował praktykę adwokacką do 1965 roku. Jednocześnie pracował jako naczelny radca prawny w Biurze Odbudowy Stolicy, następnie w Biurze Urbanistycznym Warszawy (w latach 1947–1951). W okresie 1951–1970 był pracownikiem naukowym IUA, a w latach 1952–1981 był konsultantem prawnym Ministerstwa Kultury i Sztuki. W latach 1946–1948 należał do Polskiej Partii Socjalistycznej.
Od 1947 roku był członkiem Towarzystwa Urbanistów Polskich, w latach 1965–1981 – prezesem Sądu Koleżeńskiego, a później – członkiem honorowym tego towarzystwa. Od 1974 roku był członkiem zarządu, a od 1981 roku – wiceprezesem SEC. Był również członkiem honorowym Towarzystwa Opieki nad Zabytkami.

## Niektóre publikacje
- Przepisy prawne dotyczące planowania i realizacji terenów zieleni (1952)
- Wzory pism procesowych w sprawach karnych (współautor: Krzysztof Bieńkowski), Warszawa: Wydawnictwo Prawnicze, 1961 (214 s.)
- Odpowiedzialność karna na podstawie przepisów ustawy o ochronie dóbr kultury i o muzeach, Palestra, 1962, tom 6, numer 3-4 (51–52), s. 104–114
- Przepisy prawne dotyczące planowania przestrzennego (współautor) 1965
- Planowanie miejscowe w świetle obowiązujących przepisów 1967
- Przepisy prawne dotyczące ochrony dóbr kultury oraz muzeów (współautor) 1967
- Działalność UNESCO w dziedzinie ochrony dóbr kultury, Ochrona Zabytków, 1969, tom 22, numer 4 (87)
- Zagadnienia walki z nielegalnym eksportem i importem dóbr kultury na forum UNESCO, Ochrona Zabytków, 1970, tom 23, numer 3 (90), s. 157–160
- Mały słownik urbanistyczny (współautor, z Ludwikiem Barem) 1970
- Czy ustawa o ochronie dóbr kultury i o muzeach dojrzała do nowelizacji: artykuł dyskusyjny, Ochrona Zabytków, 1971, tom 24, numer 3 (94), s. 163–172
- Nowe inicjatywy UNESCO w dziedzinie ochrony dóbr kultury, Ochrona Zabytków, 1971, tom 24, numer 1 (92), s. 3–8
- Międzynarodowe spotkanie w sprawie ochrony i rewindykacji dzieł sztuki, Ochrona Zabytków, 1972, tom 25, numer 2 (97), s. 121–124
- Rola orzecznictwa administracyjnego II instancji w praktyce planowania przestrzennego 1972
- Konwencja Haska z 1954 r. a konflikt na Bliskim Wschodzie, Ochrona Zabytków, 1973, tom 26, numer 3 (102), s. 170–175
- Ochrona prawna dóbr kultury na forum międzynarodowym w świetle ustawodawstwa UNESCO 1974
- Organizacja wymiaru sprawiedliwości w powstaniu warszawskim i udział w niej adwokatów, Palestra, 1977, tom 21, numer 7 (235), s. 69–84.

## Odznaczenia
- Krzyż Oficerski Orderu Odrodzenia Polski
- Krzyż Kawalerski Orderu Odrodzenia Polski
- Złoty Krzyż Zasługi z Mieczami
- Krzyż Walecznych (dwukrotnie)
- Medal Niepodległości
- Złota Odznaka Honorowa TUP[2].

## Życie prywatne
Był najstarszym synem Wacława Sieroszewskiego i Stefanii z domu Mianowskiej (1872–1942). Miał dwóch młodszych braci: Stanisława (1902–1967), ojca m.in. Andrzeja Sieroszewskiego, i Kazimierza (1904–1946). 30 kwietnia 1927 roku ożenił się z Barbarą Wrzosek (1904–1989), z którą miał dwie córki: Małgorzatę, późniejszą Sobocką (ur. 1930) i Barbarę późniejszą Borowską (ur. 1935).
Został pochowany na cmentarzu Powązkowskim w Warszawie (kwatera 19, rząd 1, miejsce 15).